# Archaeogomphus nanus
Archaeogomphus nanus – gatunek ważki z rodziny gadziogłówkowatych (Gomphidae). Występuje na terenie Ameryki Południowej.